# Jeffers (Minnesota)
Jeffers es una ciudad ubicada en el condado de Cottonwood en el estado estadounidense de Minnesota. En el Censo de 2010 tenía una población de 369 habitantes y una densidad poblacional de 371,02 personas por km².

## Geografía
Jeffers se encuentra ubicada en las coordenadas 44°3′21″N 95°11′43″O / 44.05583, -95.19528. Según la Oficina del Censo de los Estados Unidos, Jeffers tiene una superficie total de 0.99 km², de la cual 0.99 km² corresponden a tierra firme y (0%) 0 km² es agua.

## Demografía
Según el censo de 2010, había 369 personas residiendo en Jeffers. La densidad de población era de 371,02 hab./km². De los 369 habitantes, Jeffers estaba compuesto por el 89.97% blancos, el 0% eran afroamericanos, el 0.54% eran amerindios, el 0.27% eran asiáticos, el 0% eran isleños del Pacífico, el 6.23% eran de otras razas y el 2.98% pertenecían a dos o más razas. Del total de la población el 7.05% eran hispanos o latinos de cualquier raza.